# لابراتوار تلویزیون ملی ایران
لابراتوار تلویزیون ملی ایران یک لابراتوار دولتی بود که کار ظهور و چاپ فیلم‌های سینمایی و تلویزیونی در ایران را به عهده داشت.

## تاریخچه لابراتوار
سال ۱۳۴۵ تلویزیون ملی ایران در خیابان پهلوی آن روزگار صاحب لابراتواری می‌شود تا برای ظهور فیلم‌های خبری از آن بهره گرفته شود. سپس در ساختمانی در جنب مدرسه سابق تلویزیون و سینما لابراتواری ساخته می‌شود که با نصب دستگاه‌های مدرنی که از فرانسه و آلمان وارد شد، تلویزیون ملی ایران برخوردار از یک لابراتوار مجهز و استاندار در حد کشورهای دیگر می‌شود. بعدها اکبر عالمی آموزش را نیز وارد لابراتوار نمود و افراد زیادی در این زمینه توانستند تربیت شوند.

## شرکت‌های لابراتوار
در این فاصله شرکت‌های زیادی نیز موفق به دریافت مجوز فعالیت در این زمینه شدند و به صورت مستقل در این عرصه حضور داشتند. یکی از این شرکت‌ها لابراتوار فیلمساز بود که با سرمایه بخش خصوصی کار ظهور و چاپ فیلم‌های سینمایی را انجام می‌داد. این شرکت که در سال ۱۳۴۶ در تهران با سهام خصوصی تأسیس شد و بخش عمدهٔ فعالیت آن از بدو تأسیس تا اواخر دههٔ ۱۳۵۰ ظهور و چاپ فیلم‌های تبلیغاتی بود اما از دههٔ ۱۳۶۰ شرکت فیلمساز به یکی از اصلی‌ترین لابراتوارهای ظهور و چاپ فیلم‌های سینمایی در ایران تبدیل شد. این لابراتوار که نقش مهمی در سینمای ایران داشته‌است در اوایل سال ۱۳۹۳ به دلیل دیجیتالی شدن صنعت سینما تعطیل شد.

## مدیران لابراتوار ملی از ابتدا تاکنون
- ناصرالدین شهراد
- رضا فدایی
- اکبر عالمی
- محمدتقی شاهرخ
- مهرداد آقا محمدی
- بهمن کریمیان
- هومن دارابی
- پدرام عظیمی

## آثار مهم قبل از انقلاب
سال ۱۳۴۵ تا ۱۳۵۲ فعالیتهای لابراتوار تلویزیون ملی ایران در قالب فیلمهای ۱۶ میلی‌متری سیاه و سفید متمرکز می‌شود و مطرح‌ترین فیلمهای سیاه و سفید و رنگی عملاً از سال ۱۳۵۲ زیر نظر متخصصان و کارشناسان آن به مرحله بهره‌برداری رسید. فیلمهای سیاه و سفید همچون سریالهای مراد برقی و هفت دخترون، سرکار استوار، مرد اول، غارتگران، دلیران تنگستان و نخستین فیلمهای رنگی؛ دائی جان ناپلئون به کارگردانی ناصر تقوایی می‌توان اشاره نمود.

## آثار مهم بعد از انقلاب
سریالهایی چون؛ هزاردستان، ابوعلی سینا، سربداران، امام علی، ولایت عشق، بشارت منجی، کیف انگلیسی، آتش بدون دود، گلهای پامچال، امیرکبیر، یوسف پیامبر، در چشم باد، مختارنامه، کلاه پهلوی از جمله آثار فاخری هستند که در لابراتوار تلویزیون ملی ایران تولید شدند

## ورود دیجیتال
با پیدایش دیجیتال در سینما ایران، صنعت آنالوگ در لابراتوارها که مهمترین کار آنها تصحیح رنگ و ظهور فیلم بود تعطیل شدند.